# Gaziel (Granados)
Gaziel és una òpera modernista en un acte amb música d'Enric Granados sobre un text d'Apel·les Mestres, estrenada al Teatre Principal de Barcelona el dia 27 d'octubre de 1906.
Es tracta d'una història semblant a la de Faust, que descriu com un poeta aconsegueix els seus desigs mitjançant un diable, Gaziel. L'obra reflecteix també les relacions del poeta amb la societat burgesa. El desenllaç de la història és diferent del del Faust: el poeta és condemnat per Gaziel a viure en la realitat, sabent que no podrà complir el seu desig.

## Història
L'obra va ser composta per als Espectacles i Audicions Graner, organitzats pel pintor i empresari Lluís Graner, el qual va gestionar el Teatre Íntim entre 1905 i 1908. L'escenografia va comptar amb Salvador Alarma i Tastàs i Miquel Moragas i Ricart.
Les crítiques no van ser entusiàstiques, malgrat considerar l'obra com una bella escenificació, sobre un bon poema de Mestres i comptant amb una música ben tramada per Granados.
El llibret va ser publicat per Bartomeu Baxarias, de Barcelona. La partitura es va donar per perduda i no es tornà a interpretar ni publicar fins que un manuscrit de l'obra va ser trobat a París, l'any 1990, pel musicòleg Mark Larrad. Era, juntament amb els d'altres obres de Granados (Miel de la Alcarria, Petrarca, Picarol i Liliana), a la seu de l'editorial francesa Salabert, una de les habituals de Granados, qui segurament va enviar-les per a publicar-les, però que quedarien sense editar-se, oblidades amb el temps.

## Argument
Època: indefinida
Lloc: indefinit
Acte únic

### Quadre I
Nit d'hivern a la sala de treball del Poeta.

#### Escena I
El Poeta acaba d'escriure una obra, i es queixa del fet que els ulls de la seva estimada mai no veuran aquest poema.

#### Escena II
Apareix el diable Gaziel, per damunt del boscall, taral·larejant. El Poeta el veu, i li pregunta si és el diable Mefistòfil. Gaziel el contesta que Mefistòfil s'ha jubilat, i que ell, Gaziel, és un geni també, però que els homes han oblidat el seu nom. Explica després al Poeta quins són els seus poders, i acaba per dir-li que li pot demanar «tres dons, tres gràcies, tres mercès».
El Poeta li demana la glòria i l'amor de la dona estimada. Llavors Gaziel li concedeix, i el poema queda màgicament modificat d'una forma magistral. Concedeix al Poeta a més la riquesa, malgrat no haver-la demanada. En aquell moment la porta dels fons de la sala es transforma en una porta majestuosa i guarnida amb rics cortinatges, que separen uns criats, els quals porten al Poeta un ric abric de pell, un magnífic barret i guants blancs. Gaziel i ell passen per la porta entre dues fileres de criats.

### Quadre II
Jardí d'un palau.

#### Escena III
Uns quants gomosos, de frac, parlen entre ells. Comenten que una dona jove s'escolta el Poeta enlluernada. Passen dues cambreres entre els gomosos, portant paners d'ampolles i safates de copes, que els gomosos prenen. Acaben encetant ampolles i bevent tos plegats. Llavors entra el Poeta del braç d'Ella, la dona estimada. Passen entre tots els presents, sense veure'ls, els gomosos i les cambreres marxen d'escena.

#### Escena IV
El Poeta i Ella parlen de poesia, i després de l'amor que el Poeta sentia per Ella des de feia molt, i que ara tots dos comparteixen.

### Quadre III
Sala de treball del Poeta, la del primer quadre de l'obra.

#### Escena V
Entren Gaziel i el Poeta, i tan bon punt han entrat desapareixen totes les riqueses i tot queda com al començament de l'obra. El Poeta, suposant que «el dimoni no pot fer res per res», ofereix a Gaziel el seu braç estès perquè Gaziel mulli una ploma en la seva sang amb la qual va signar un pacte, oferint-li la seva ànima. Gaziel li rebutja l'ànima, i li explica que el veritable càstig del Poeta és tornar a la realitat d'abans després d'haver gaudit dels aplaudiments, de la riquesa i de l'amor de la dona estimada.
Gaziel desapareix per la xemeneia, amb una flamarada.

#### Escena VI
Comença a entrar la llum del dia per la finestra, el Poeta es troba tot sol. Troba la seva obra tal qual ell l'havia escrit, sense les millores introduïdes per Gaziel. Al carrer se sent el xivarri d'uns gomosos, que canten mig borratxos. Llavors el Poeta posa un petó al seu manuscrit i clama: «Oh, bèstia humana, riu! Riu en bonhora! Riu de despit, que riure no és gosar! En tant que rius, l'Artista crea... i plora, però gosa en plorar».
Teló final.